# Majestic-Klasse (1895)
Die Schiffe der Majestic-Klasse waren eine Gruppe von Einheitslinienschiffen (englisch pre-Dreadnought), die in den späten 1890er-Jahren für die Royal Navy gebaut wurden. Die Schiffe waren etwa 128 Meter lang und hatten eine Verdrängung von etwa 16.000 Tonnen. Sie waren mit vier 305-mm-Kanonen sowie zwölf 152-mm-Kanonen bewaffnet und hatten eine Panzerung von bis zu 229 mm Dicke. Sie waren auch in der Lage, Torpedos abzufeuern, und hatten eine Besatzung von etwa 750 Mann.

## Geschichte
1891 beauftragte Vizeadmiral J. A. Fisher DNC William Henry White mit der Ausarbeitung eines Entwurfs für ein Schlachtschiff ersten Ranges, das die neuen 305-mm-Kanonen enthalten und die neueste Harvey-Panzerung in vollem Umfang nutzen sollte.
Am 27. Januar 1892 legte DNC White dem Board of Admiralty vorläufige Zahlen vor, die eine Verdrängung von 12.700 t vier 305-mm-Kanonen und einen 228-mm-Panzergürtel zeigten. Die Genehmigung wurde erteilt und die ersten beiden Schiffe wurden im Rahmen des Programms von 1893 auf Kiel gelegt. Im August 1893 genehmigte das Parlament aufgrund der öffentlichen Aufregung über die wachsende Stärke der russischen und französischen Marine sieben weitere Schiffe, die 1894 in Dienst gestellt wurden. Alle neun Schiffe wurden bis 1898 fertiggestellt. Der Entwurf fand großen Anklang und wurde für viele Jahre zum Standardschiffstyp für die Royal Navy.
Die wichtigsten Neuerungen waren die Verwendung der neuen 305-mm-Kanonen, die generelle Verwendung der Harvey-Panzerung, der Einbau eines tieferen seitlichen Panzergürtels und die Bereitstellung von drehbaren Panzerschilden für die an Barbetten montierten Kanonen. Dennoch wies die Konstruktion einige Nachteile auf, insbesondere die Lage der 152-mm-Geschütze, die erhöhte Verdrängung und die geringere Stabilität aufgrund fehlender Gegenflutungseinrichtungen.

## Konstruktion

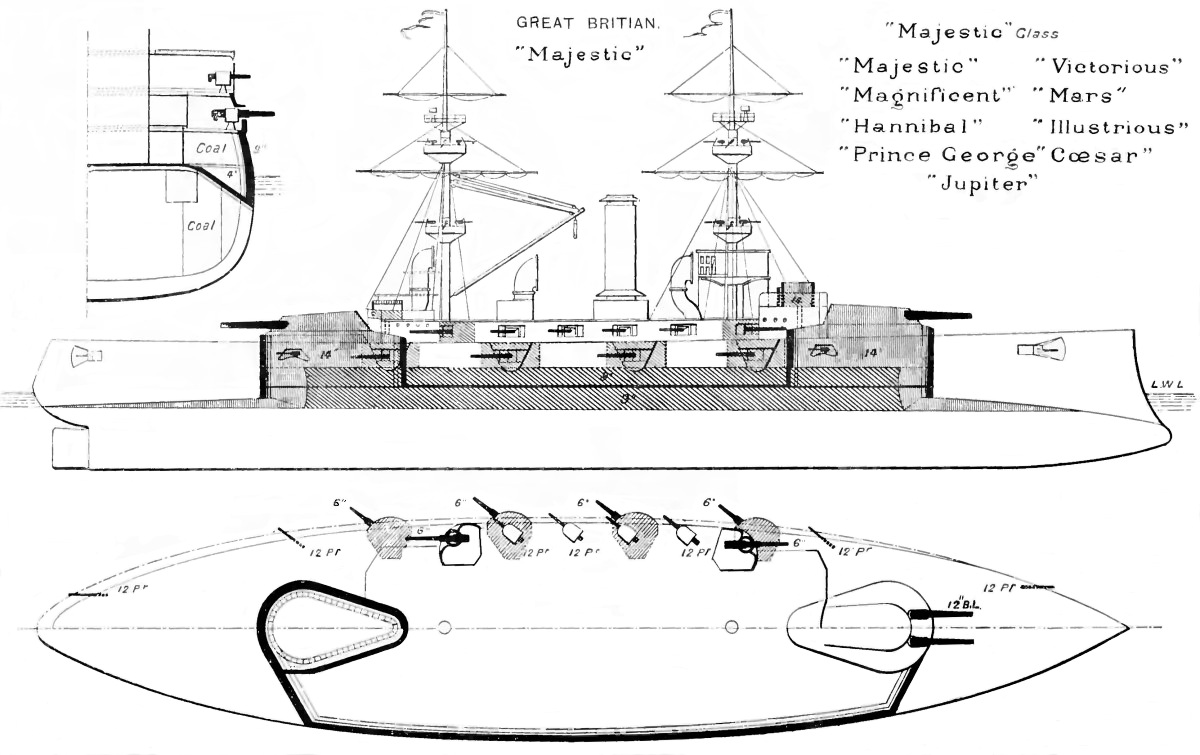
Seitenriss, Decksplan und Querschnitt aus Brassey’s Naval Annual 1902

Die Schiffe der Majestic-Klasse hatten eine Länge von 128 m, eine Breite von 23 m und einen Tiefgang von 8,20 m. Sie verdrängten zwischen 15.220 t und 17.882 t. Die Schiffe hatten einen Freibord von 7,60 m vorn, 5,26 m mittschiffs und 5,64 m achtern. Der Rumpf bestand aus 78 wasserdichten Abteilungen. Die Schiffe hatten einen doppelten Boden und waren mit zwei Masten ausgestattet.

### Antrieb
Der Antrieb bestand aus zwei Dreizylinder-Verbunddampfmaschinen, die jeweils eine Welle antrieben und insgesamt 10.000 PS (7.500 kW) entwickelten, mit der sie eine Höchstgeschwindigkeit von 16 Knoten (30 km/h) erreichten. Der Dampf wurde von acht Großwasserraumkesseln mit einem Arbeitsdruck von 10 Bar geliefert. Die Schiffe konnten maximal 1930 t Kohle oder 508 t Heizöl mitführen, was ihnen bei 10 Knoten (19 km/h) eine Reichweite von 7000 Seemeilen (12964 km) ermöglichte. Die Besatzung der Schiffe variierte teils erheblich. So hatten die Mars und die Jupiter 794, die Majestic 672, die Caesar 735 und die Hannibal 720 Mann Besatzung.

### Bewaffnung
Die Hauptbewaffnung bestand aus vier 305-mm-Hinterladerkanonen in zwei Geschütztürmen, einer vorn und einer achtern. Die Geschütze waren auf 187 t schweren Lafetten mit einem Seitenrichtbereich von −150° bis +150° montiert. Die Kanonen selbst wogen 47 t und hatten bei einer maximalen Elevation von 13,5° und einer Mündungsgeschwindigkeit von 716 m/s eine Reichweite von 13.590 m. Sie verschossen 386 kg schwere Granaten mit einer Kadenz von etwa zwei Schuss pro Minute. Die Sekundärbewaffnung bestand aus zwölf 152-mm-Geschützen. Sie waren in Kasematten in zwei Geschützdecks mittschiffs untergebracht. Die Geschütze waren auf Lafetten mit einem Seitenrichtbereich von +30° bis +150° montiert. Die Kanonen selbst wogen 2,2 t und hatten bei einer maximalen Elevation von 20° und einer Mündungsgeschwindigkeit von 544 m/s eine Reichweite von 9.050 m. Sie verschossen 20,4 kg schwere Granaten mit einer Kadenz von etwa fünf bis sechs Schuss pro Minute. Außerdem trug sie sechzehn 76-mm- und zwölf 47-mm-Schnellfeuergeschütze zur Verteidigung gegen Torpedoboote. Darüber hinaus war sie mit fünf 457-mm-Torpedorohren ausgestattet, von denen vier auf der Breitseite im Schiffsrumpf eingelassen waren und das fünfte sich in einer auf dem Deck montierten Abschussvorrichtung am Heck befand.

### Panzerung
Der Panzergürtel bestand aus 229 mm starkem Harvey-Stahl. Er erstreckte sich über eine Länge von 67 m entlang des Rumpfes und bedeckte die Seite des Schiffes bis 1,68 m oberhalb und 2,90 m unterhalb der Wasserlinie. Der Gürtel war über die Barbetten durch ein 356 mm dickes Querschott vorn und ein 304 mm dickes Schott achtern verbunden. Das gepanzerte Deck, das sich zum Bug und zum Heck hin auf 64 mm reduzierte, war in der Mitte 76 mm dick und hatte 102 mm dicke abgeschrägte Seiten, die an die Unterkante der Gürtelpanzerung anschlossen. Diese Anordnung sorgte dafür, dass jede Granate, die den Gürtel durchschlug, auch das Deck durchdringen musste, bevor sie die Hauptteile des Schiffes erreichen konnte. Die Barbetten waren oberhalb des gepanzerten Decks mit 355 mm Panzerung geschützt und unterhalb mit 178 mm. Die Geschütztürme der 305-mm-Geschütze waren an der Front 254 mm und an den Seiten 140 mm dick. Auf der Rückseite hatte die Panzerung 100 mm und auf dem Dach eine Stärke von 50 mm. Die Kasematten der 152 mm-Geschütze waren an der Front 152 mm und an den Seiten 50 mm stark. Das hintere Torpedorohr war mit einem 152 mm dicken Mantel abgedeckt. Der vordere Kommandoturm war vorne und an den Seiten mit 355 mm und auf der Rückseite mit 254 mm dicken Panzerplatten geschützt. Der hintere Kommandoturm war rundherum mit 76 mm Panzerung versehen.
|               | Leistung in PS | Geschwindigkeit in Knoten | Zeitraum     | Vorgabe |
| ------------- | -------------- | ------------------------- | ------------ | ------- |
| Illustrious   | 10241          | 15,96                     |              | 8h      |
|               | 10323          | 15,7                      | 1903         | 3h      |
|               | 10071          | 15,52                     | 1903         | 8h      |
|               | 10316          | 15,9                      | 1899         |         |
| Majestic      | 10418          | 16,9                      |              | 8h      |
|               | 10365          | 15,8                      | 1903         | 8h      |
| Mars          | 10209          | 15,9                      |              | 8h      |
|               | 12483          | 17,7                      |              | 4h      |
| Hannibal      | 10361          | 16,3                      |              | 8h      |
|               | 10640          | 16                        | 4. Juni 1904 | bzw. 8h |
|               | 10463          | 16,23                     | 1902         | 24h     |
| Jupiter       | 10248          | 15,8                      |              | 8h      |
|               | 10233          | 16                        | 1902         | 4h      |
| Victorious    | 10300          | 16,9                      |              | 8h      |
|               | 10515          | 16,7                      |              | 4h      |
| Caesar        | 10692          | 16,7                      |              | 8h      |
|               | 12695          | 18,7                      |              | 4h      |
| Prince George | 10466          | 16,5                      |              | 8h      |
|               | 12280          | 18,3                      |              | 4h      |
|               | 10243          | 16,05                     | 1903         | 4h      |

Die Schiffe galten als seefest mit einem guten Schlingerverhalten sowie gelungener Antriebsanlage, obwohl sie unter einem hohen Kohleverbrauch litten. Bei ihrer Indienststellung waren die Schiffe kohlegefeuert, die Mars wurde jedoch 1905/06 als erstes Schlachtschiff auf Ölfeuerung umgerüstet. Die anderen Schiffe wurden 1907/08 ebenfalls umgerüstet.
Außer bei der Caesar, der Hannibal und der Illustrious wurde eine neue Brückenkonstruktion eingeführt. Die Brücke wurde rund um die Basis des Vormastes hinter dem Kommandostand angeordnet. Damit sollte im Gefecht eine eventuelle Zerstörung der Brücke durch Trümmer des Kommandostandes verhindert werden.
Während die früheren Schiffe birnenförmige Barbetten besaßen und die Geschütze nur in einer festen Position geladen werden konnten, besaßen die Caesar und die Illustrious runde Barbetten. Bei ihnen konnten die Geschütze in jeder beliebigen Position geladen werden. Damit entfiel das Schwenken der Geschütze zum Nachladen und das erneute Richten, wodurch die Feuergeschwindigkeit gesteigert wurde. Diese Konstruktion wurde für nachfolgende Schlachtschiffklassen übernommen.

## Einsatz
Die Schiffe der Majestic-Klasse waren bis zum Ausbruch des Ersten Weltkriegs in den Gewässern um die Britischen Inseln und im Mittelmeer, die Victorious auch für kurze Zeit in der China Station im Einsatz. Wie alle Einheitslinienschiffe waren die Schiffe der Majestic-Klasse mit der Indienststellung der Dreadnought im Jahre 1906 veraltet. Beim Beginn des Ersten Weltkriegs waren die Schiffe zusammen mit der Revenge die ältesten Schiffe der Royal Navy. Majestic und Prince George nahmen zu Beginn des Krieges aktiv an Kampfhandlungen teil. Die Majestic beschoss deutsche Stellungen an der belgischen Küste, beide Schiffe wurden in der Schlacht von Gallipoli zum Beschuss türkischer Küstenbefestigungen 1915/16 eingesetzt. Dabei ging die Majestic als einziges Schiff ihrer Klasse durch einen Torpedotreffer verloren. Die anderen Schiffe wurden zu Anfang des Krieges als Wachschiffe eingesetzt und später zu Truppentransportern, Depotschiffen oder Munitionstransportern umgerüstet und so im Ersten Weltkrieg und der unmittelbaren Nachkriegszeit verwendet. Lediglich die Caesar behielt die Bewaffnung und diente bis 1918 als Wachschiff. Alle verbliebenen Schiffe wurden zwischen 1919 und 1923 abgewrackt.

## Schiffe der Klasse

### HMSMagnificent
- 1895–1906 Atlantikflotte
- 1907–1914 Home Fleet
- 1915 Dardanellen
- 1916–1918 Reserve
- 1921 abgewrackt[8]

### HMSMajestic
- 1895–1907 Atlantikflotte
- 1907–1914 Home Fleet.
- November und Dezember 1914 Wachschiff an der britischen Küste.
- Dezember 1914 bis Februar 1915 Dover Patrol
- Februar bis März 1915  Dardanellen
- 27. Mai 1915 durch U 21 versenkt.[8]

### HMSPrince George
- 1896–1907 Atlantikflotte
- 1907–1914 Home Fleet
- August 1914–1915 Kanalflotte.
- Februar bis März 1915  Dardanellen
- 1916–1918 ausgemustert
- 1918–1920 Depotschiff,
- 1921 verkauft und abgewrackt[8]

### HMSVictorious
- 1897–1898 Mittelmeerflotte
- 1898–1900 China Station
- 1900–1903 Mittelmeerflotte
- 1904–1906 Atlantikflotte
- 1907–1914 Home Fleet.
- 1914  Wachschiff an der britischen Küste,
- 1916–1920 Reparaturschiff
- 1923 abgewrackt.[8]

### HMSJupiter
- 1897–1908 Kanal- und Atlantikflotte
- 1908–1914 Home Fleet.
- 1914 Kanalflotte bis zum Herbst danach als Wachschiff an der britischen Küste.
- Winter und Frühjahr 1915 Archangelsk
- 1916 Mittelmeer und  Rotes Meer
- 1920 abgewrackt.[8]

### HMSMars
- 1895–1907 Kanal- und Atlantikflotte.
- 1907–1914 Home Fleet
- 1914–1915 Wachschiff an der britischen Küste
- 1915 Dardanellen
- 1916–1920 Depotschiff
- 1921 abgewrackt[8]

### HMSCaesar
- Januar–Mai 1898 Kanal-Flotte
- 1898–1903  Mittelmeerflotte
- 1904–1907 Kanal- und Atlantikflotte
- 1907–1914 Home Fleet
- August–Dezember 1914, Wachschiff vor Gibraltar
- Dezember 1914-Juli 1915 Depotschiff im Mittelmeer
- 1918–1919 Depotschiff im Schwarzen Meer
- 1920 auf Abwrackliste gesetzt
- 1921 zum Abwracken verkauft.[8]

### HMSHannibal
- 1898–1905  Kanal- und Atlantikflotte
- 1905–1907 Reserve
- 1907–1914 Home Fleet als Wachschiff an der britischen Küste
- 1915 Dardanellen
- 1915–1919 Depotschiff in Ägypten
- 1920 abgewrackt.[8]

### HMSIllustrious
- 1898–1904 Mittelmeerflotte,
- 1904–1908 Kanal- und Atlantikflotte
- 1908–1914 Home Fleet als Wachschiff an der britischen Küste
- 1914–1915 Wachschiff
- 1916–1919 Munitionstransporter
- 1920 abgewrackt.[8]

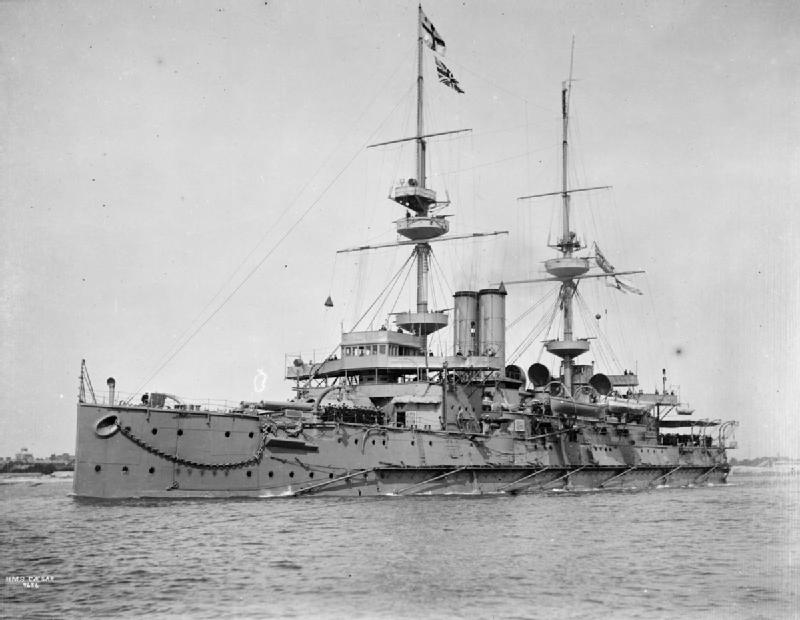
Caesar
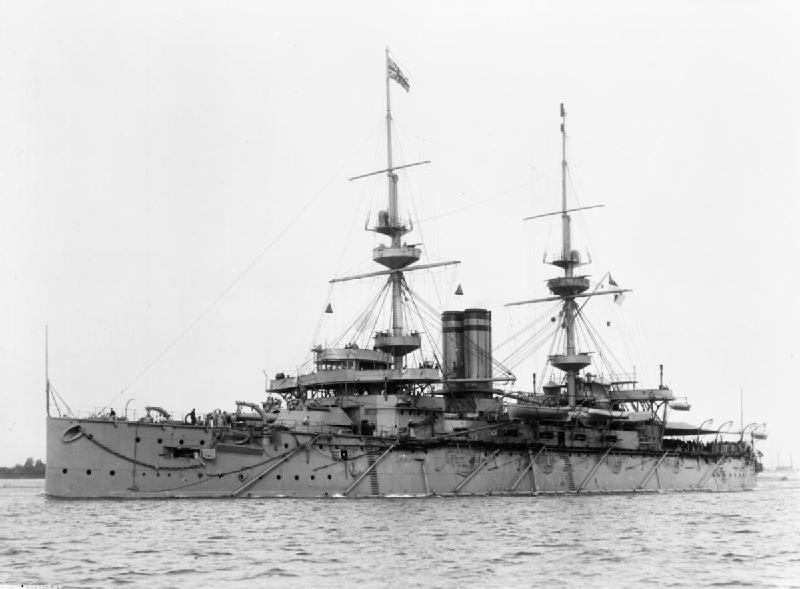
Hannibal
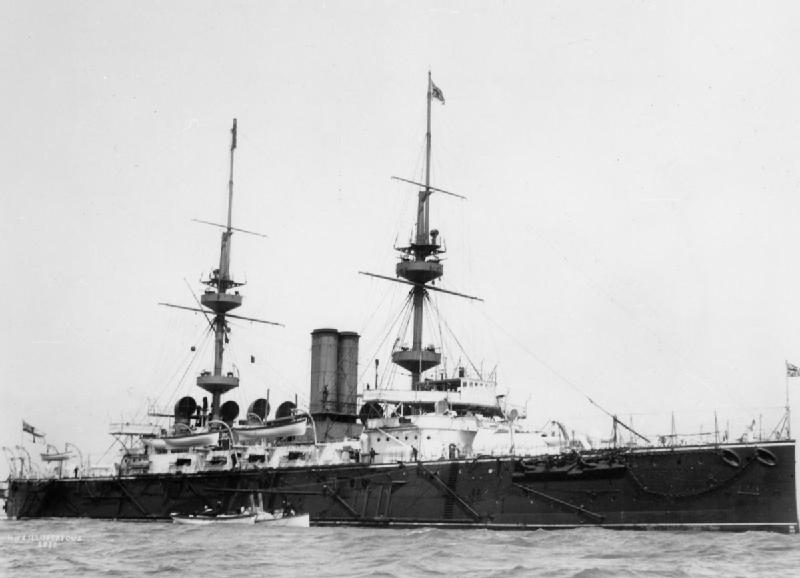
Illustrious
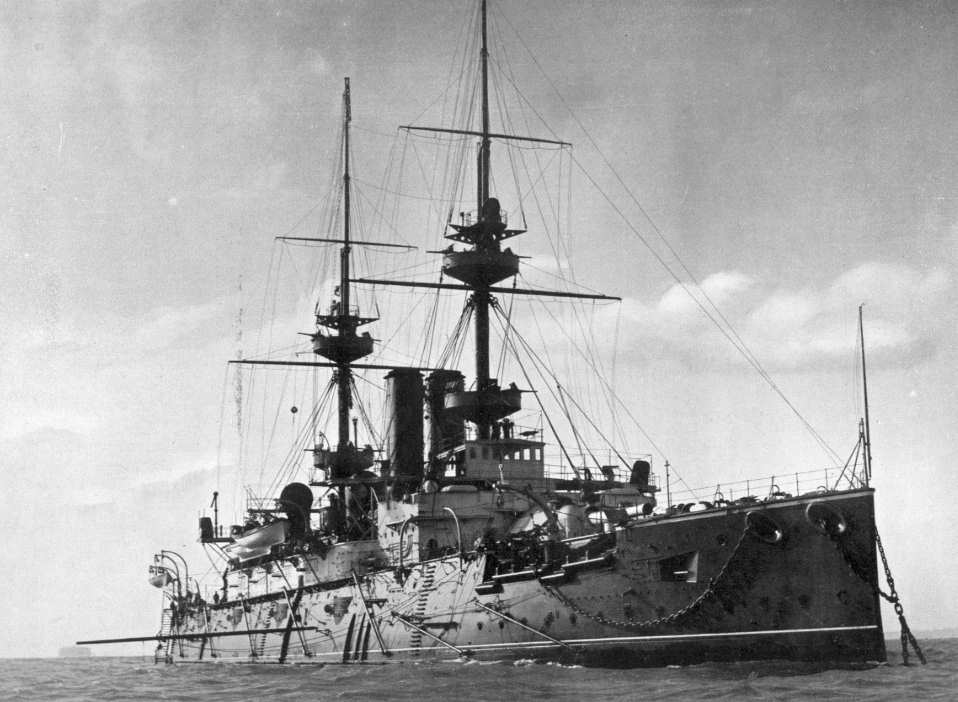
Jupiter
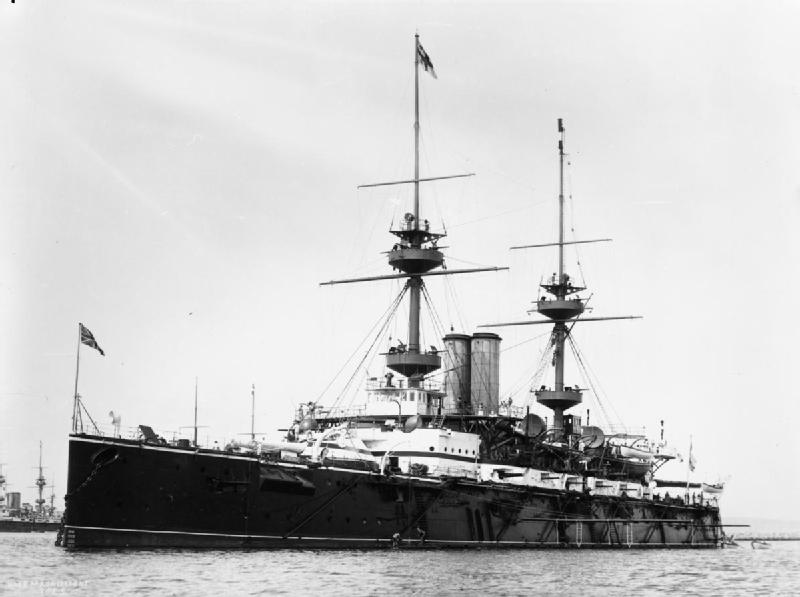
Magnificent
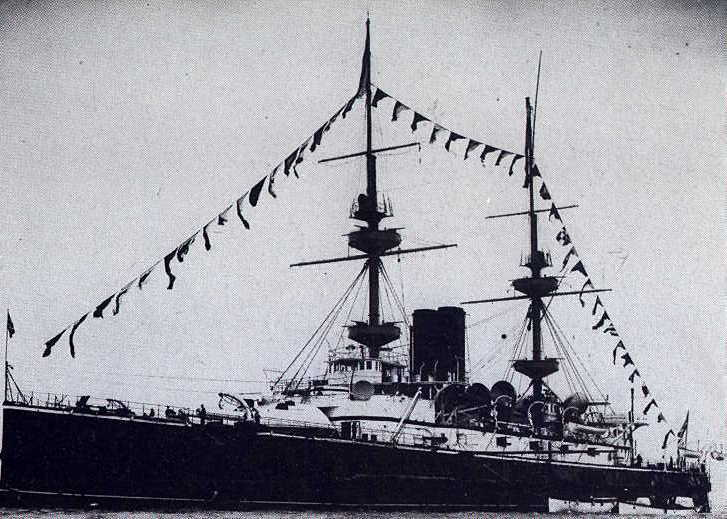
Mars
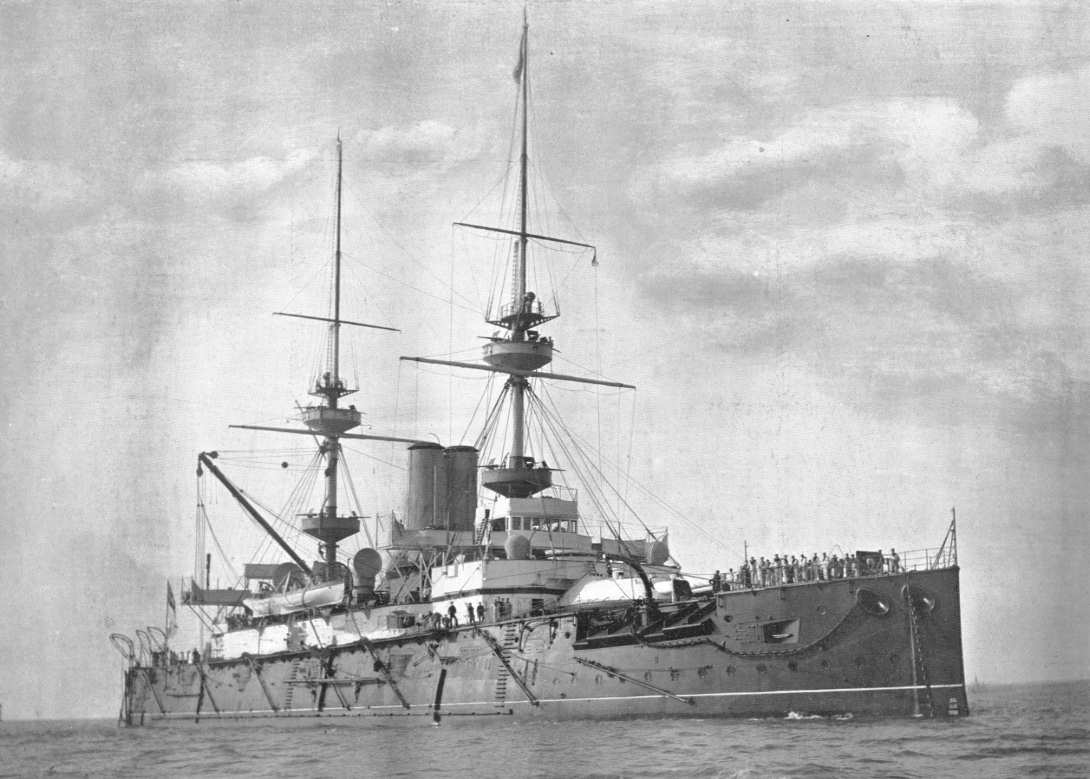
Prince George
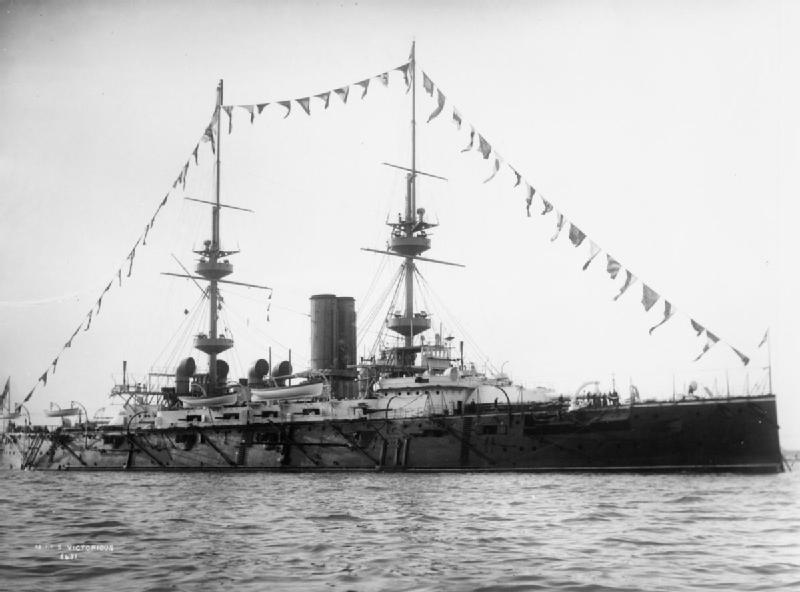
Victorious